# Deelgebieden van de Republiek China

Speciale gemeente
Arrondissementen
Stadsarrondissementen

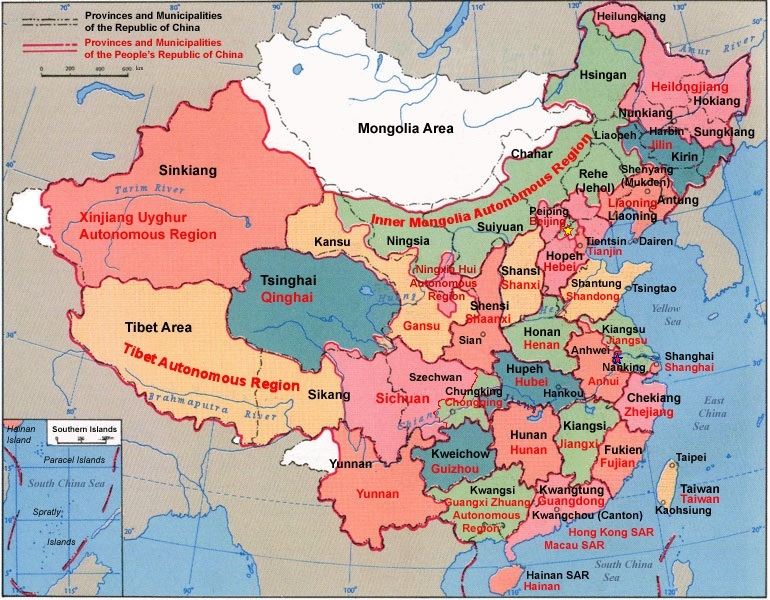
De Republiek China claimt het hele vasteland van China en hanteert daarvoor een andere indeling dan die van de Volksrepubliek China.

Dit artikel behandelt de deelgebieden van de Republiek China, in algemeen taalgebruik meestal Taiwan genoemd.

## Overzicht

### Eerste niveau
De Republiek China claimt officieel gezag over het hele vasteland van China en ook over delen van onder meer Rusland, Mongolië en Afghanistan. Het werkelijk onder gezag van de Republiek China staande gebied is als volgt verdeeld:
- speciale gemeente (直轄市, Zhíxiáshì)
  - de speciale gemeente Taipei;
  - de speciale gemeente Kaohsiung;
  - de speciale gemeente Nieuw Taipei;
  - de speciale gemeente Taichung;
  - de speciale gemeente Tainan;
  - de speciale gemeente Taoyuan
- provincie (省, Shěng)
  - de provincie Taiwan;
  - de provincie Fujian

De provincie Fujian omvat enkele eilanden vlak voor de kust van het vasteland van China; de provincie Taiwan omvat het hoofdeiland (minus de zes grootste steden) en de eilandengroepen die niet voor de kust van het vasteland liggen.
In 2018 zijn de provinciale besturen officieel afgeschaft.

### Tweede niveau
De direct-bestuurde steden zijn verder ingedeeld in districten, dorpen en wijken. Een provincie is ingedeeld in arrondissementen (縣, Xiàn, 11 in Taiwan en twee in Fuijian) en steden met de status van arrondissement (省轄市, Shěngxiáshì, stadsarrondissementen, drie in Taiwan).

### Derde niveau
Een stadsarrondissement is verder ingedeeld in districten, dorpen en wijken. De overige arrondissementen zijn verder verdeeld in enerzijds door een arrondissement bestuurde steden (縣轄市 (xiànxiáshì) , verder ingedeeld in dorpen en wijken) en anderzijds stedelijke plaatsen (鎮, zhèn) en landelijke plaatsen (鄉, xiāng), die weer zijn ingedeeld in dorpen en wijken.

## Bestuurlijke indeling van de provincie Taiwan
De provincie Taiwan bestaat uit elf arrondissementen en drie stadsarrondissementen.

### Arrondissementen
| Romanisatie             | Mandarijn | Tongyong pinyin | Hanyu pinyin | Wade-Giles   | Hoofdstad |
| ----------------------- | --------- | --------------- | ------------ | ------------ | --------- |
| Arrondissement Chiayi   | 嘉義縣    | Jiayì           | Jiāyì        | Chia1-i4     | Taibao    |
| Arrondissement Changhua | 彰化縣    | Jhanghuà        | Zhānghuà     | Chang1-hua4  | Changhua  |
| Arrondissement Hsinchu  | 新竹縣    | Sinjhú          | Xīnzhú       | Hsin1-chu2   | Zhubei    |
| Arrondissement Hualien  | 花蓮縣    | Hualián         | Huālián      | Hua1-lien2   | Hualien   |
| Arrondissement Miaoli   | 苗栗縣    | Miáolì          | Miáolì       | Miao2-li4    | Miaoli    |
| Arrondissement Nantou   | 南投縣    | Nántóu          | Nántóu       | Nan2-t'ou2   | Nantou    |
| Arrondissement Penghu   | 澎湖縣    | Pénghú          | Pénghú       | P'eng2-hu2   | Magong    |
| Arrondissement Pingtung | 屏東縣    | Píngdong        | Píngdōng     | P'ing2-tung1 | Pingtung  |
| Arrondissement Taitung  | 台東縣    | Táidong         | Táidōng      | T'ai2-tung1  | Taitung   |
| Arrondissement Yilan    | 宜蘭縣    | Yílán           | Yílán        | I2-lan2      | Yilan     |
| Arrondissement Yunlin   | 雲林縣    | Yúnlín          | Yúnlín       | Yün2-lin2    | Douliu    |

### Stadsarrondissementen
| Romanisatie | Mandarijn | Tongyong pinyin | Hanyu pinyin | Wade-Giles |
| ----------- | --------- | --------------- | ------------ | ---------- |
| Chiayi      | 嘉義市    | Jiayì           | Jiāyì        | Chia1-i4   |
| Hsinchu     | 新竹市    | Sinjhú          | Xīnzhú       | Hsin1-chu2 |
| Keelung     | 基隆市    | Jilóng          | Jīlóng       | Chi1-lung2 |

## Bestuurlijke indeling van de provincie Fujian

### Arrondissementen
De provincie Fujian omvat enkele eilanden vlak voor de kust van het vasteland van China, verdeeld over twee arrondissementen.
| Romanisatie                       | Mandarijn | Tongyong pinyin | Hanyu pinyin | Wade-Giles    | Hoofdstad |
| --------------------------------- | --------- | --------------- | ------------ | ------------- | --------- |
| Arrondissement Lienchiang (Matsu) | 連江縣    | Liánjiang       | Liánjiāng    | Lien2-chiang1 | Nangan    |
| Arrondissement Kinmen (Quemoy)    | 金門縣    | Jinmén          | Jīnmén       | Chin1-men2    | Jincheng  |